# Andrucha Waddington
Andrucha Waddington (ur. 20 stycznia 1970 w Rio de Janeiro) – brazylijski reżyser, scenarzysta i producent filmowy. Twórca teledysków, reklam i seriali telewizyjnych. 
Jego najbardziej znany film fabularny, Ja, ty, oni (2000), zdobył Wyróżnienie Specjalne w sekcji "Un Certain Regard" na 53. MFF w Cannes oraz nagrodę główną Kryształowego Globusa na MFF w Karlowych Warach. Później zrealizował takie filmy, jak m.in. Dom z piasku (2005), Lope (2010) czy segment w składankowym obrazie Rio, I Love You (2014).
Prywatnie od 1997 jest mężem aktorki Fernandy Torres, z którą ma dwóch synów. Zięć pary aktorskiej Fernando Torresa i Fernandy Montenegro.